# Ferruccio Malandrini
Ferruccio Malandrini (Colle di Val d'Elsa, 1930) è un fotografo e collezionista italiano.
Figura importante nella fotografia italiana nel settore documentaristico e ancor più in quello del collezionismo fotografico, avendo recuperato importanti immagini da vari fondi, mercatini, fiere e antiquari e di averli donati alla Fondazione Federico Zeri, alla Fratelli Alinari e alla Fondazione Monte dei Paschi di Siena.

## Biografia
A circa 18 anni iniziò ad appassionarsi alla fotografia attraverso le letture delle riviste italiane e francesi del dopoguerra, ma anche di quelle internazionali che riusciva a reperire. Trascorse due anni a Lione nel 1958 e 1959 ma è negli anni sessanta che diventò professionista: Cecoslovacchia nel 1962; primo maggio a Mensano nel 1963, che diventerà un appuntamento fisso.
Nel 1964 lo troviamo a Milano come fotografo freelance per i giornali L'Unità e Vie nuove. Ed è proprio a Milano che presentò la sua prima mostra fotografica: scatti personali non legati a servizi di cronaca.
Dal 1970 è a Siena dove, con le proprie immagini e con quelle di altrui collezioni, curerà varie mostre: "Federigo Tozzi" (1970), "Vietnam" (1973), "Togliatti, eravamo un milione" (1974), "Giovanni Barucci fotografo a Siena" (1977), "Siena: album 1910-1930. Studio fotografico Massarelli" (1978), "Vincenzo Balocchi" (1979), "Mensano 1º Maggio" (1980), "Garibaldi a Siena" (1982).
Negli stessi anni, dal 1968 al 1980 si legò al laboratorio di un altro fotografo senese, molto apprezzato, Mario Appiani. Anni nei quali lo vedranno spesso in giro a fotografare il Palio e le Contrade di Siena.
Nel 1979 si trasferì a Firenze e dal 1985 iniziò la collaborazione con i Fratelli Alinari con cui curerà mostre e pubblicazioni e presso i quali verrà nominato conservatore. Successivamente, nel 1997 e nel 2007 Alinari acquisterà parte della collezione di fotografia storica di Malandrini mentre nel 2005 anche la Fondazione MPS acquisterà le immagini e documenti storici relativi al territorio senese del periodo 1853-1950, costituita esattamente da 11389 opere, oltre ad un vasto materiale documentario. Compongono il variegato materiale raccolto nel tempo anche alcuni pregevoli archivi di fotografi senesi non più esistenti, come ad esempio Paolo Lombardi, Giovanni Barucci, parte degli studi Grassi e Massarelli, le immagini della scrittrice futurista Edith Arnaldi, oltre ad aver recuperato importanti testimonianze ottocentesche su lastre di vetro.
Nel corso dell'intervista, rilasciata a Maria Francesca Bonetti (2015), Malandrini ha raccontato come nel tempo ha raccolto la gran parte della sua collezione: "Mi sono rivolto a librai antiquari, a mercanti di stampe, ho frequentato le grandi fiere del libro antiquario, domandando in continuazione se ci fossero album o fotografie che, d’altra parte, non risultavano di grande interesse per i soliti acquirenti. Ho fabbricato così, nel tempo, un tessuto di relazioni che mi ha aiutato a ricevere e a cogliere proposte interessanti".
L'imponente mostra fotografica del 1992, svoltasi a Siena, dal titolo "Dentro la città, oltre le mura", non fu solo una riflessione sulla fotografia cittadina ma voleva essere anche e soprattutto lo specchio della situazione mutevole in cui si stava trovando la fotografia stessa in quell'epoca di cambiamento sul finire del secolo. I promotori, Bruno Bruchi, Andrea Ciacci e Mauro Tozzi, misero subito in chiaro nell'introduzione che non si trattava di un confronto tra la vecchia scuola e i nuovi arrivati, tra i professionisti e gli amatori, ma, come ricorda Giuliana Scimé, "non necessariamente il 'rinnovamento' passa attraverso la riproposizione del passato" e come aggiunse Enrico Crispolti sul catalogo della mostra: "La cultura fotografica è ancora troppo estranea al panorama di interessi storico-critici artistici di pratica universitaria. E ciò è assai negativo". In quella rassegna figurarono i nomi di Ferruccio Malandrini, Gianni Berengo Gardin, Cesare Colombo, Franco Fontana, Gianni Giansanti, Pepi Merisio, George Tatge, Adriana Argalia e molti altri.
Nel 2014 Malandrini ha donato oltre 10 325 fotografie storiche, risalenti al periodo tra il 1890 e il 1930, per la maggior parte stampe all'albumina, alla gelatina e al carbone, raffiguranti architetture, edifici storici, opere d'arte di pittura, scultura alla Fondazione Federico Zeri presso l'Università di Bologna. La donazione è stata il frutto sia di un fondo recuperato durante il periodo del soggiorno giovanile a Lione che di acquisizioni avvenute nell'arco di oltre quarant'anni, attraverso mercatini, frequentazioni di fiere ed antiquari, nonché svuotamento di magazzini. Oltre a quelle di Lione, le fotografie furono acquisite da Malandrini a Milano, Siena e Firenze. La Fondazione Federico Zeri dichiara, sul proprio sito, che dal 2020 l'archivio è fruibile online ma si tratta solo di 24 foto di riproduzioni di opere d'arte.

## Pubblicazioni (selezione)
- Ferruccio Malandrini (a cura di), Donna: "la Belle Epoque" nella sala di posa Alinari, Firenze, 1988 - ISBN 88-72921-44-9
- Ferruccio Malandrini, Mensano, Primo Maggio 1963-1975, Biblioteca Comunale degli Intronati, Siena, 2018